# Dia de Reis

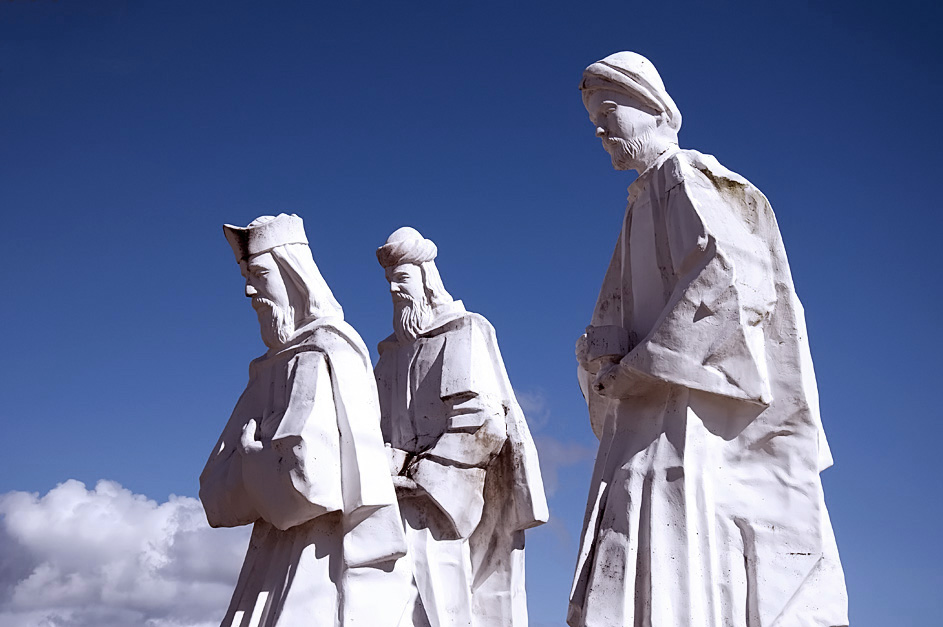
Pórtico dos Reis Magos em Natal, Rio Grande do Norte, Brasil.

O Dia de Reis, segundo a tradição cristã, seria aquele em que Jesus Cristo recém-nascido recebera a visita de "alguns magos do oriente" (Mateus 2:1) que, segundo o hagiológio, foram três Reis Magos, e que ocorrera no dia 6 de janeiro. A noite do dia 5 de janeiro e madrugada do dia 6 é conhecida como "Noite de Reis".

## Histórico
A data marca, para os católicos, o dia para a veneração aos Reis Magos, que a tradição surgida no século VIII converteu nos santos Melchior, Gaspar e Baltazar. Nesta data, ainda, encerram-se para os católicos os festejos natalícios — sendo o dia em que são desarmados os presépios e por conseguinte são retirados todos os enfeites natalícios.

## Tradições

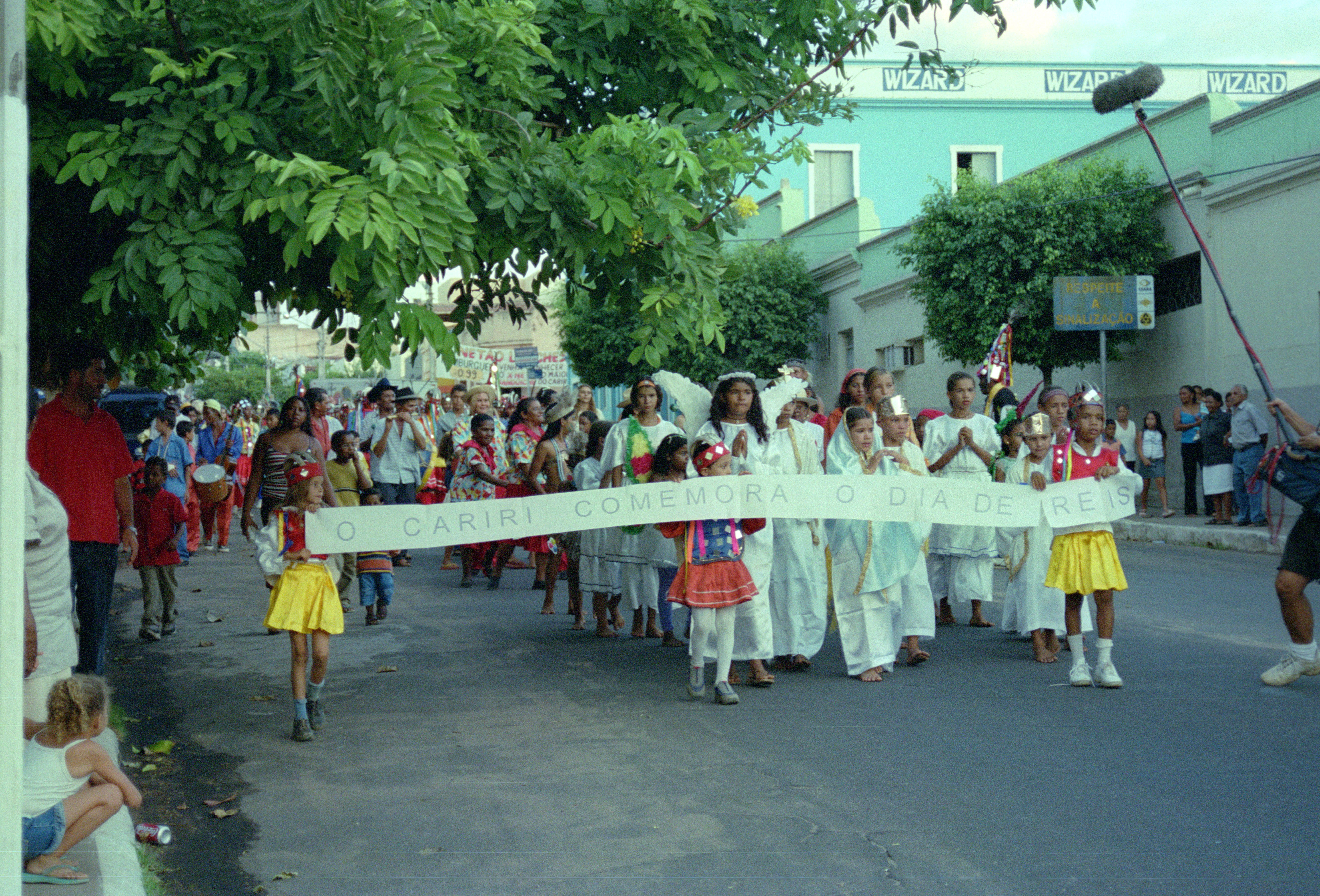
Celebração do Dia de Reis no Cariri cearense.

Em Portugal e na Galiza, o bolo-rei ou bolo de Reis possui grande tradição e é confeccionado com um brinde e uma fava. A pessoa que encontra a fava deve trazer o bolo de Reis no ano seguinte. Por todo o país, as pessoas costumam «cantar as janeiras», «cantar os Reis» ou as «reisadas», de porta em porta. São convidadas a entrar para o interior das casas, sendo-lhes oferecidas pequenas refeições como doces, salgados, charcutarias, vinhos, etc. Neste dia eram também muito comuns os autos dos Reis Magos, peças de teatro popular.
No Brasil, geminado culturalmente com Portugal, esta tradição tem muito do que se faz no velho país. A festa é comemorada com doces e comidas típicas das regiões e até o ano de 1967, era um feriado nacional por ser considerado dia santo. Sob uma nova legislação sobre o tema, o Dia de Reis e outras comemorações católicas deixaram de existir no calendário de feriados oficiais. Há ainda festivais com as Companhias de Reis (grupo de músicos e dançarinos) que cantam músicas referentes ao evento, as conhecidas festas da Folia de Reis.

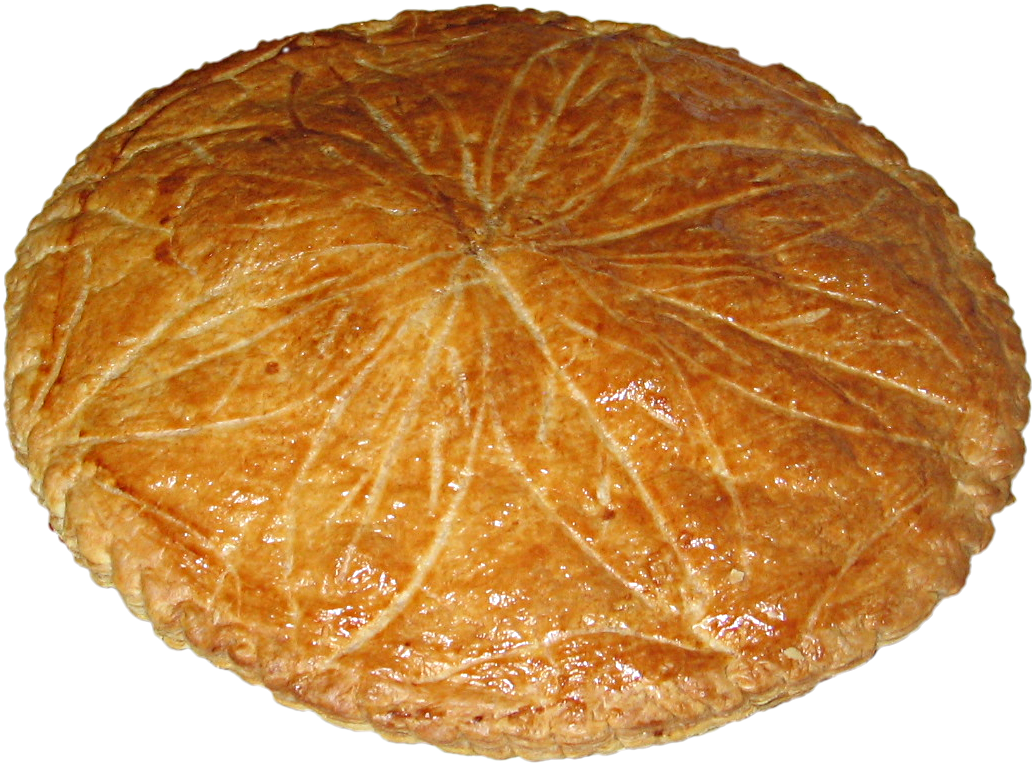
Galette des Rois.

Em alguns países, como Espanha, é estimulada entre as crianças a tradição de se deixar sapatos na janela com capim antes de dormir para que os camelos dos Reis Magos possam se alimentar e retomar viagem. Em troca, os Reis magos deixariam doces que as crianças encontram no lugar do capim após acordar. A tradição também consiste em comer o Bolo de Reis.
Na França e em Quebec (no Canadá), come-se o Galette des Rois (Bolo de Reis), que contém um brinde no seu interior. O bolo vem acompanhado de uma coroa de papel e quem encontrar o brinde na sua fatia, será coroado e terá de oferecer o bolo no ano seguinte.